# Rivera (Huila)
Rivera es un municipio colombiano ubicado en el nororiente del departamento del Huila. En su territorio se encuentra aguas termales y es una de las zonas de desarrollo del departamento por su cercanía a la capital: Neiva. Es conocido como el «Municipio Verde de Colombia».

## Toponimia
Fue renombrado "Rivera" en memoria a José Eustasio Rivera, escritor nacido allí en 1888.

## División Político-Administrativa
Además de su Cabecera municipal. Rivera tiene bajo su jurisdicción los siguientes Centros poblados:
- El Guadual
- La Ulloa
- Riverita
- Río Frío

## Geografía
En el territorio del municipio se encuentran dos regiones diferentes: una al oriente: montañosa, perteneciente a la vertiente occidental de la cordillera oriental; la otra al occidente: plana, comprendida en el valle del río Magdalena. Hace parte de la región SubNorte del departamento. Su extensión territorial es de 404 km², su altura es de 700 m s. n. m. 

### Clima
Por su formación presentan los pisos térmicos cálido, medio y frío, su temperatura promedio es de 25 °C.

### Hidrografía
Regado por las aguas de los ríos Arrayanal, Blanco, Frío, Negro y Magdalena, además de muchas corrientes menores.

## Historia
Fue fundada en 1888 en el sector "Aguas Calientes" con el nombre de San Mateo, por iniciativa de Vicente Poveda, quien construyó las primeras casas con la ayuda de los vecinos anteriormente perteneció a la familia Poveda Poveda de Italia que vendió su hacienda a la familia Rivera. El poblado fue corregimiento de la ciudad de Neiva hasta el 17 de mayo de 1943, cuando fue segregado de los territorios de la capital para ser erigido municipio. 
Durante su historia municipal se han presentado hechos de violencia durante el Conflicto armado interno en Colombia.

## Demografía
Cuenta con una población de 19.566 habitantes de acuerdo con proyección del DANE para año 2019.

## Economía
El sector productivo se basa en la agricultura: Se destaca la producción de flores: orquídeas, azucenas y la actividad avícola tiene especial importancia en Riverita, Ulloa, Guadual y el casco urbano.

## Servicios públicos
- Energía Eléctrica: Electrohuila, es la empresa prestadora del servicio de energía eléctrica.
- Gas Natural: Alcanos de Colombia, es la empresa distribuidora y comercializadora de gas natural en el municipio.